# Движение Круглый стол, группа Милнера
Движение «Круглый стол» (англ. The Round Table movement), основанное в 1909 году, представляло собой объединение организаций, выступающих за более тесный союз между Великобританией и ее самоуправляющимися колониями.

## История движения
Движение «Круглый стол» развилось из группы «Детского сада Милнера».
В 1905 году, с избранием главой британского правительства Генри Кэмпбелл-Баннермана и признанием африканеров «ответственным правительством», группа начала маркетинговую кампанию по влиянию на всеобщие выборы, которые должны были состояться в колониях Трансвааль и Оранжевое Свободное Государство.
В сотрудничестве с Франсуа Стефанусом Маланом, редактором-африканером Ons Land («Наша земля») «Детский сад Милнера» опубликовала «Обзор нынешних взаимоотношений британских южноафриканских колоний».
Джон Марлоу (John Sebastian Marlowe Ward) писал: «С октября 1906 года группа проводила свои собрания в доме в Йоханнесбурге, который Ричард Фитэм (Richard Feetham) построил для себя и назвал „Спорным домом“. Именно из-за этого обстоятельства будущие собрания „Детского сада“ и их сторонников стали называться „спорными“ после того, как они перенесли свою деятельность в Великобританию».
Термин происходит из юридической школы «учебного судебного процесса». Группа проводила «Спорные встречи», на которых обсуждались «спорные» вопросы.
4-6 сентября 1909 года на конференции в Плас-Ньюидде — уэльском поместье Чарльза Генри Александра Пэджета, 6-го маркиза Англси — Движение «Круглый стол» начало свою деятельность.
Структура организации была разработана Лайонелом Кёртисом, но общая идея принадлежала лорду Милнеру. Бывший администратор Южной Африки Филип Керр стал секретарем организации.
В 1910 году Движение начало публикацию периодического издания «Круглый стол: ежеквартальный обзор политики Британской империи» (The Round Table: A Quarterly Review of the Politics of the British Empire). Согласно Лайонелу Кертису первоначальной целью движения был более тесный союз между Великобританией и полностью самоуправляющимися колониями в форме Имперской федерации, хотя ключевые участники, такие как Лео Эмери, призывали просто к сотрудничеству.
В том и следующем годах Кертис совершил поездку по доминионам, чтобы создать местные группы «Круглого стола». Группы были сформированы в Канаде, Южно-Африканском союзе, Австралии и Новой Зеландии, а в 1912 году была создана Ньюфаундлендская группа. По мнению Валентина Катасонова общество напоминало масонскую организацию.
Кертис составил серию «Исследований „Круглого стола“», которые были распространены среди всех региональных групп Движения. Кертис надеялся, что ему удастся выпустить коллективный том, в котором будут изложены аргументы в пользу Имперской федерации; но соглашение оказалось невозможным, и в 1916 году он опубликовал «Проблему Содружества» (The Problem of the Commonwealth) только под своим именем.
В ходе своих исследований Кертис разработал «принцип» Содружества, предполагающий постепенное расширение самоуправления среди его членов — идея, которая уже пользовалась или получила большую поддержку среди групп «Круглого стола», чем федерация. Подгруппа, включавшая Джеймса Местона и Уильяма Морриса, рассмотрела место Индии в любой схеме федерации и пришла к выводу, что Индия должна быть представлена.
Во время Первой мировой войны Филип Керр наглядно продемонстрировал, каким могло бы быть новое «Содружество», пришедшее на смену нынешней империи и противоположное немецкому взгляду на империю. Вступление Альфреда Циммерна (Alfred Eckhard Zimmern) в движение дистанцировало его от германофобов, особенно во время войны.
Движение «Круглый стол» поддержало свободную торговлю, несмотря на поддержку Милнером и Лео Эмери имперских предпочтений, и одобрил политику Белой Австралии, опубликовав материал Фредерика Эгглстона по этому вопросу.
Со вступлением Соединенных Штатов в Первую мировую войну и содействием Лиги Наций «Круглый стол» смягчило свою концепцию империи до «Содружества наций» и сосредоточилось на способах улучшения коммуникации и сотрудничества между Великобританией и все более независимыми самоуправляющимися «доминионами». Сообщается, что это оказало значительное влияние во время войны.
Часть финансирования журнала «Круглый стол» поступила от фонда Родса. Летом 1921 года лорд Милнер — его главный управляющий — завещал ему окончательную сумму в размере 2500 фунтов стерлингов (что эквивалентно 125 000 фунтов стерлингов в 2020 году).
В межвоенный период региональные группы «Круглого стола» продолжали отстаивать политику сотрудничества между доминионами Британской империи (Канада и Ньюфаундленд, Австралия, Новая Зеландия, Южно-Африканский союз и новое творение, Ирландское свободное государство) вместе с Соединенными Штатами. Однако его приверженность идеалу «Содружества» также привела его к поддержке движений за самоуправление внутри империи, таких как Англо-ирландский договор 1921 года и индийские реформы 1919 и 1935 годов. В конце 1930-х годов составители журнала разделились на тех, кто выступал за умиротворение, и тех, кто этого не делал.
Движение «Круглый стол» продолжало свою деятельность в качестве рабочей группы (ginger group) Содружества, которая финансировалась для рассмотрения политических вопросов объединения, таких как предоставление независимости и территориальных разграничений предполагаемых независимых государств. После того, как в 1980-х годах такие нации в полной мере осуществили самоопределение, за исключением архипелага Чагос, Движение продолжает оставаться площадкой для бесед и форумов, на которой размышляют о будущей совместной деятельности, практике и масштабах Содружества.

## Теория заговора
Ирландско-американский академик Кэрролл Куигли считал, что группа «Круглый стол» была прикрытием для тайного общества глобального заговора контроля, созданного Сесилом Родсом под названием «Общество избранных» для реализации «плана» Родса по объединению всех англоговорящих наций, и далее полагал, что элита Британской империи оказывала чрезмерное влияние на американскую элиту. Сэр Айвисон Макадам считал Куигли «сумасшедшим». Как отметил один писатель, «трагедией Куигли было его убеждение в том, что он находится за пределами внутреннего круга, которого само по себе не существовало».

## Видные участники Движения
Видные участники «Круглого стола»:

### Первая половина 20 века
- Лео Эмери (Leo Amery)
- Лорд Роберт Брэнд (Lord Robert Brand)
- Сэр Реджинальд Купленд (Sir Reginald Coupland)
- 2-й баронет, сэр Джордж Крейк (2nd Baronet, Sir George Craik)
- Лайонел Кёртис (Lionel Curtis)
- Джеффри Доусон (Geoffrey Dawson)
- Лайонел Хиченс (Lionel Hichens)
- Филип Керр, 11-й маркиз Лотиан (Philip Kerr, 11th Marquess of Lothian)
- Уилльм Мэррис, лорд Мэррис (William Marris, Lord Marris)
- Джеймс Местон, лорд Местон (James Meston, Lord Meston)
- Альфред Милнер, лорд Милнер (Alfred Milner, Lord Milner)
- Уильям Уолдегрейв Палмер, 2-й граф Селборн (2nd Earl of Selborne)
- Сэр Артур Стил-Мейтленд (Sir Arthur Steel-Maitland)
- Сэр Альфред Зиммерн (Sir Alfred Zimmern)

### Вторая половина 20 века
- Гай Барнетт (Guy Barnett)
- Леонард Битон (Leonard Beaton)
- Генри Брук (Henry Brooke)
- Аластер Бьюкен (Alastair Buchan)
- Сэр Олаф Каро (Sir Olaf Caroe)
- Барон Гор-Бут (Baron Gore-Booth)
- Малкольм Хейли, 1-й барон Хейли (Malcolm Hailey, 1st Baron Hailey)
- Винсент Т. Харлоу (Vincent T. Harlow)
- Ходсон (H.V. Hodson)
- Ричард Хорнби (Richard Hornby)
- Сэр Майкл Хоард (Sir Michael Howard)
- Дуглас Херд (Douglas Hurd)
- Дерек Инграм (Derek Ingram)
- Роберт Джексон (Robert Jackson)
- Алан Леннокс-Войд (Alan Lennox-Boyd)
- Сэр Клемент Лесли (Sir Clement Leslie)
- Сэр Айвисон Макадам (Sir Ivison Macadam)
- Сэр Дуглас Малкольм (Sir Dougal Malcolm)
- Сэр Николас Мансерг (Sir Nicholas Mansergh)
- Адам Дензил Мэррис (Adam Denzil Marris)
- Сэр Джон Мод, барон Редклифф-Мод (Sir John Maud, Baron Redcliffe-Maud)
- Сэр Хамфри Мод (Sir Humphrey Maud)
- Сэр Джереми Морзе (Sir Jeremy Morse)
- Сэр Роберт Вейд-Гери (Sir Robert Wade-Gery)
- Сэр Робин Уилльямс (Sir Robin Williams)